# 钟岗站
钟岗站为广州地铁21号线的车站，位于中國廣東省广州市增城区324国道（增城大道）通民大道口东侧。车站于2018年12月28日随21號線首通段通车而启用。

## 車站結構

### 車站樓層
本站为地下两层11米岛式站台车站，全长228米，标准段宽为19.9米。车站地面為324国道、通民大道、广州市妇女儿童医疗中心增城院区及邻近建築，地下一層为站厅层，地下二層為21號線月台。
| 地下一层 | 站厅                       | 售票機、客服中心、警务室、安检设施     |  |  |
| 地下二层 | 2 站台                     | █21号线 天河公园方向（下站：山田）     |  |  |
|          | 岛式站台（卫生间、母婴室） |                                        |  |  |
|          | 1 站台                     | █21号线 增城广场方向（下站：增城广场） |  |  |

### 站厅

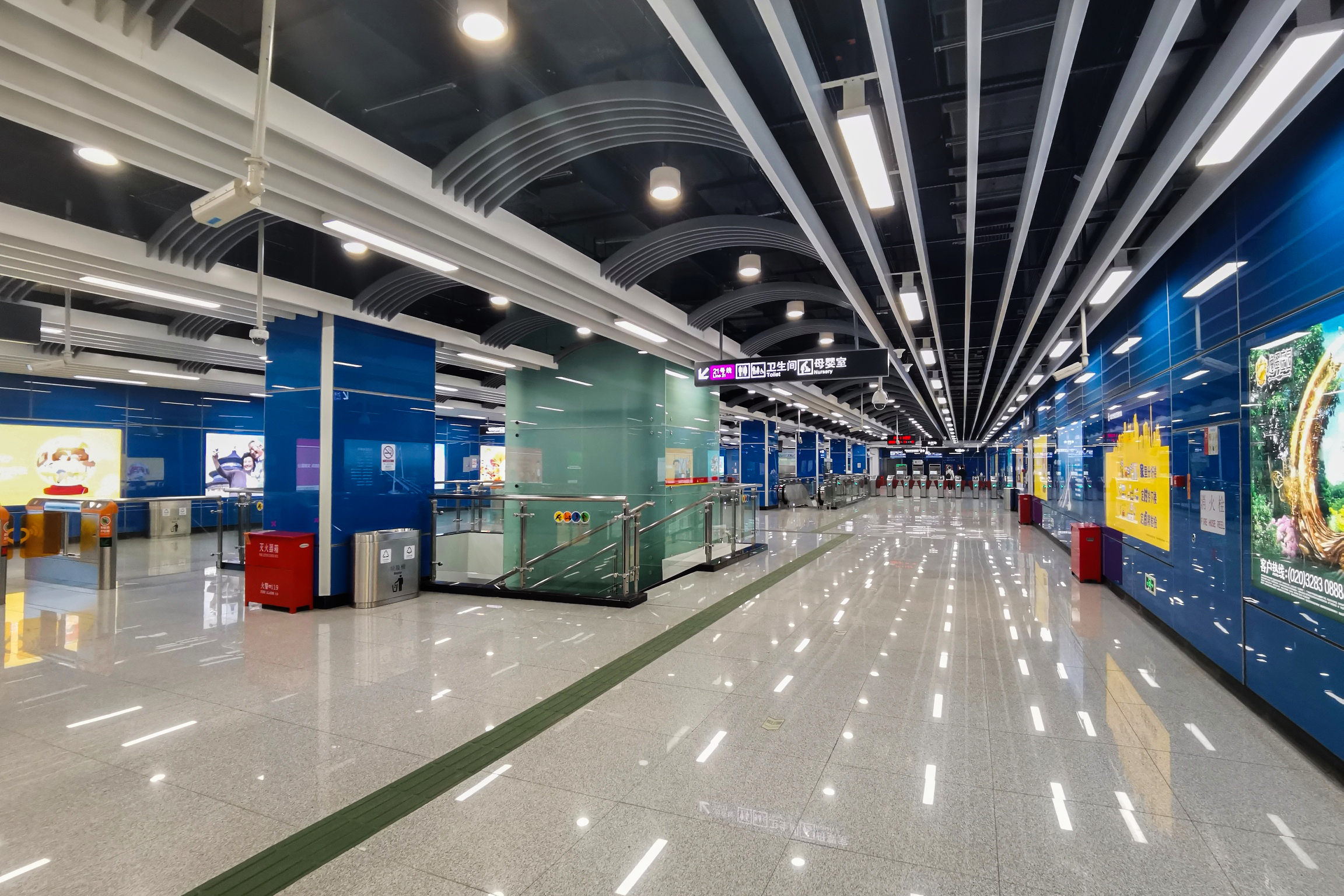
站厅

钟岗站站厅設有售票機、自动售卡/充值机、客務中心，同时设有自动售卖机。
为方便行人进出，目前站厅南侧被划分为收费区，收费区内设有多组扶手电梯、楼梯和一台专用电梯供乘客前往月台层。

### 月台

1号站台全景图

本站設有一個島式月台，位於324国道地底。
本站的卫生间和母婴室位于站台层西端。

### 出入口
钟岗站目前设有3个出入口供乘客进出车站。
|                                           |                                                       |      |          |                                                                |
| 編號                                      | 设施                                                  | 图片 | 出口指示 | 建議前往的目的地                                               |
| B                                         | 盲道标志 · 升降机标志 · 无障碍通道标志 · 扶手电梯标志 |      | 增城大道 | 广州市妇女儿童医疗中心（增城院区）、钟岗地铁站公交车站（东行） |
| C                                         | 扶手电梯标志                                          |      | 增城大道 | 钟岗地铁站公交车站（西行）                                     |
| D                                         | 盲道标志 · 扶手电梯标志                               |      | 增城大道 |                                                                |
| 註： 設有 \| 設有 \| 設有 \| 設有扶手電梯 |                                                       |      |          |                                                                |

## 接驳交通
| 公交（钟岗地铁站） \| 编号 \| 编号 \| 线路 \| 线路 \| 线路 \| 收费 \| 备注 \| \| ---- \| ------ \| ---------------- \| ---- \| ---------------- \| ---- \| --------- \| \| \| 增城2 \| 公汽公司 \| ⇆ \| 科教城东公交总站 \| 2元 \| \| \| \| 增城17 \| 钟岗地铁站 \| ⇆ \| 正果车站 \| 2元 \| \| \| \| 增城81 \| 增城广场地铁总站 \| ⇆ \| 吓岗村总站 \| 2元 \| 原 吓岗线 \| |        |                  |      |                  |      |           |
| 编号 | 编号   | 线路             | 线路 | 线路             | 收费 | 备注      |
| | 增城2  | 公汽公司         | ⇆    | 科教城东公交总站 | 2元  |           |
| | 增城17 | 钟岗地铁站       | ⇆    | 正果车站         | 2元  |           |
| | 增城81 | 增城广场地铁总站 | ⇆    | 吓岗村总站       | 2元  | 原 吓岗线 |

## 歷史
本站于2012年开始进场围蔽，2013年11月15日作为全线首个试验性工点率先动工，2014年8月进入地下土方开挖阶段，2015年11月30日实现主体结构封顶，2016年11月9日开始安装车站设备。
车站于2018年9月28日移交运营部门调试，12月28日12时28分随21號線首通段通车而正式启用。